# Strobilanthes mastersi
Strobilanthes mastersi är en akantusväxtart som beskrevs av T. Anders.. Strobilanthes mastersi ingår i släktet Strobilanthes och familjen akantusväxter. Inga underarter finns listade i Catalogue of Life.